# Kemberg
Kemberg ist eine Kleinstadt im Landkreis Wittenberg in Sachsen-Anhalt.

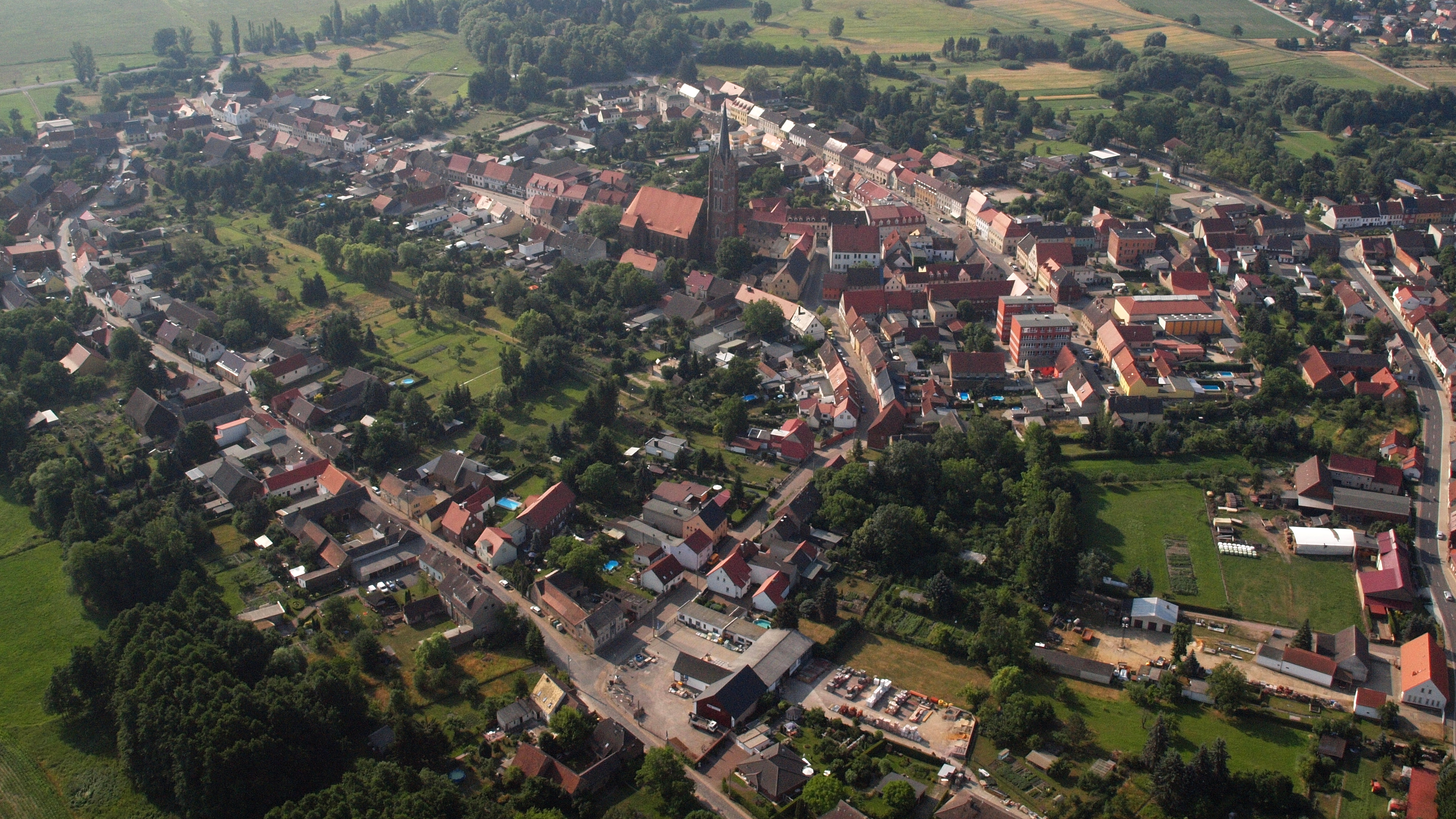
Kemberg, Luftaufnahme (2015)

## Geografie

### Geografische Lage
Die Stadt liegt am Nordrand des Naturparks Dübener Heide. Sie wird von dem aus der Heide kommenden Kemberger Flieth (auch Fliethbach genannt) durchflossen.

### Stadtgliederung
Kemberg hat 28 Ortsteile:
| - Ateritz - Bergwitz - Bietegast - Bleddin - Boos - Dabrun - Dorna | - Eutzsch - Gaditz - Globig - Gniest - Gommlo - Kemberg - Klitzschena | - Lammsdorf - Lubast - Melzwig - Naderkau - Pannigkau - Rackith - Radis | - Reuden - Rotta - Rötzsch - Schleesen - Selbitz - Uthausen - Wartenburg |

## Geschichte
Bereits um 1000 v. Chr. in der späten Bronzezeit bis zur frühen Eisenzeit soll ein Ringwall, in dem mehrere hundert Menschen lebten, die „Region kontrolliert“ haben. Die Anlage bestand etwa 300 Jahre lang bis zu ihrer Aufgabe nach einem Brand.
Die Existenz Kembergs ist bereits seit der ersten Hälfte des 11. Jahrhunderts belegt. Es gehörte zur Grafschaft Brehna bzw. Wettin-Brehna, fiel aber 1290 an das askanische Sachsen-Wittenberg. Aus dem Jahr 1346 stammt die älteste urkundliche Erwähnung als Stadt. Der Rat der Stadt erwarb 1482 die Niedergerichte, im Jahr 1703 die Obergerichte. Noch im 14. Jahrhundert wurde die teilweise erhaltene Stadtmauer errichtet. Um 1429 wurde Kemberg im Zuge der Hussitenkriege gebrandschatzt. Im Jahr 1488 wurde ihr Magdeburger Stadtrecht bestätigt. 1522 schloss sich Kemberg der Reformation an, nachdem bereits 1518 mit Bartholomäus Bernhardi ein Freund von Martin Luther Pastor und Propst geworden war, der 1521 als erster evangelischer Geistlicher geheiratet hatte.
Im 16. und 17. Jahrhundert brach insgesamt sieben Mal die Pest aus. Zusammen mit den im Dreißigjährigen Krieg erlittenen schweren Verheerungen, mehreren Elbhochwassern und Stadtbränden führte dies dazu, dass die Bevölkerung von über 1.000 auf kaum mehr als 100 um das Jahr 1638 sank. Mitte des 18. Jahrhunderts war die Einwohnerzahl wieder auf über 1.000 gestiegen.
1815 kam Kemberg vom Königreich Sachsen zu Preußen und gehört seitdem zum Landkreis Wittenberg. 1908 begannen bei Bergwitz die Erschließungsarbeiten zur Braunkohleförderung, die Braunkohleförderung selbst wurde 1912 aufgenommen. 1916 kam dabei der erste Schaufelradbagger Deutschlands zum Einsatz. 1955 wurde die Braunkohleförderung eingestellt und der Tagebau geflutet. Es entstand der Bergwitzsee. Insgesamt wurden aus dem Tagebau ca. 50 Mio. t Braunkohle gefördert.
Kemberg war von 1994 bis 2009 Sitz der Verwaltungsgemeinschaft Kemberg.
Eingemeindungen
Im Jahr 1950 wurde Gaditz eingemeindet. Drei Gemeinden kamen in den Jahren 2005 (Bergwitz), 2006 (Ateritz) und 2007 (Dorna) hinzu. Globig-Bleddin folgte Anfang 2009. Schließlich wurden neun weitere Gemeinden Anfang 2010 eingegliedert.
Mit den Eingemeindungen zum 1. Januar 2010 gibt es nur noch eine Postleitzahl, ferner wurden in den Ortsteilen zum Teil neue Straßennamen und neue Hausnummern vergeben.

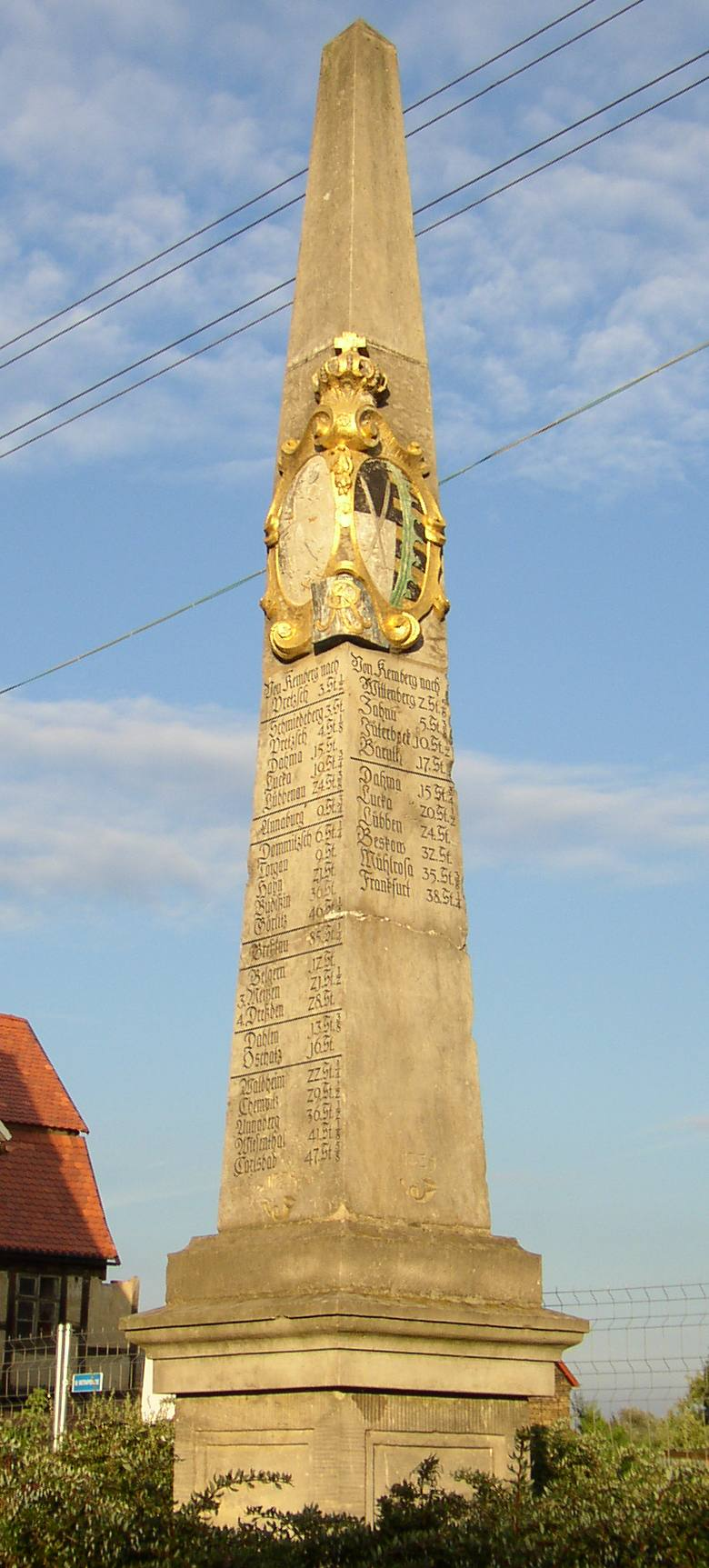
Kursächsische Postmeilensäule

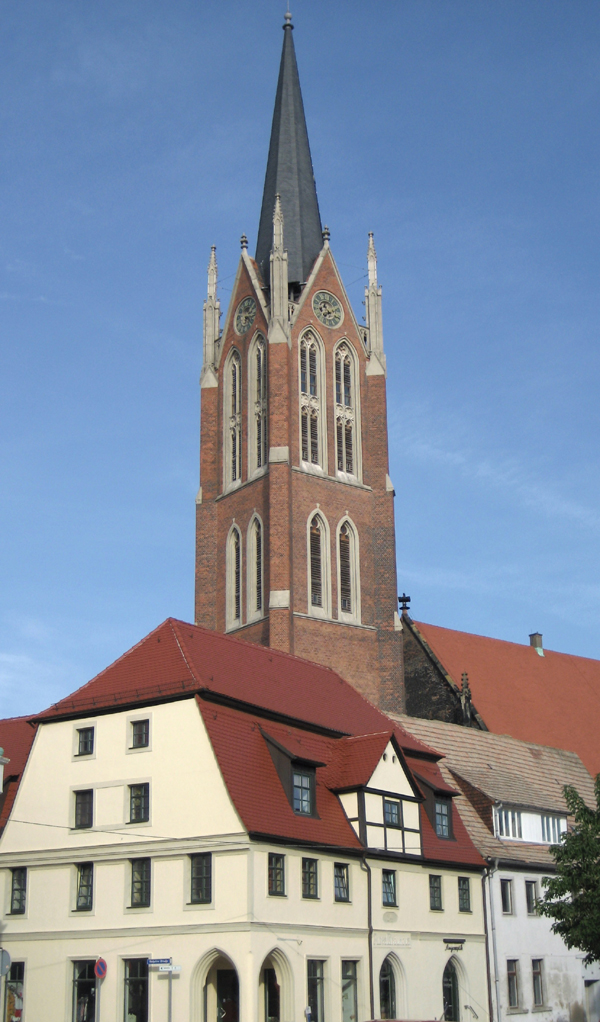
Kirchturm vom Markt aus gesehen

| Ehemalige Gemeinde | Datum      | Anmerkung                                     |
| ------------------ | ---------- | --------------------------------------------- |
| Ateritz            | 01.01.2006 |                                               |
| Bergwitz           | 01.07.2005 |                                               |
| Bietegast          | 01.07.1950 | Eingemeindung nach Rackith                    |
| Bleddin            | 11.10.1965 | Zusammenschluss mit Globig zu Globig-Bleddin  |
| Dabrun             | 01.01.2010 |                                               |
| Dorna              | 01.01.2007 |                                               |
| Eutzsch            | 01.01.2010 |                                               |
| Gaditz             | 01.07.1950 |                                               |
| Globig             | 11.10.1965 | Zusammenschluss mit Bleddin zu Globig-Bleddin |
| Globig-Bleddin     | 01.01.2009 |                                               |
| Gniest             | 01.07.1950 | Eingemeindung nach Rotta                      |
| Klitzschena        | 01.07.1950 | Eingemeindung nach Bergwitz                   |
| Lammsdorf          | 01.07.1950 | Eingemeindung nach Rackith                    |
| Naderkau           | 01.07.1950 | Eingemeindung nach Schleesen                  |
| Pannigkau          | 01.07.1950 | Eingemeindung nach Eutzsch                    |
| Rackith            | 01.01.2010 |                                               |
| Radis              | 01.01.2010 |                                               |
| Reuden             | 01.07.1950 | Eingemeindung nach Rotta                      |
| Rotta              | 01.01.2010 |                                               |
| Schleesen          | 01.01.2010 |                                               |
| Selbitz            | 01.01.2010 |                                               |
| Uthausen           | 01.01.2010 |                                               |
| Wartenburg         | 01.01.2010 |                                               |

## Bevölkerung
| Jahr | Einwohner  |
| ---- | ---------- |
| 1513 | etwa 950   |
| 1555 | etwa 1.250 |
| 1638 | 0139       |
| 1697 | 0974       |
| 1755 | 1.262      |
| 1806 | 1.780      |
| 1818 | 1.922      |

| Jahr | Einwohner |
| ---- | --------- |
| 1849 | 3.085     |
| 1862 | 3.177     |
| 1880 | 2.727     |
| 1890 | 2.528     |
| 1900 | 2.233     |
| 1910 | 2.372     |
| 1933 | 2.583     |

| Jahr | Einwohner |
| ---- | --------- |
| 1990 | 03.053    |
| 2010 | 10.972    |
| 2015 | 09.954    |
| 2020 | 09.544    |
| 2021 | 09.573    |
| 2022 | 09.495    |
| 2023 | 09.309    |
| 2024 | 09.217    |

ab 1990: Stand: 31. Dezember des jeweiligen Jahres (Angaben des Statistischen Landesamtes Sachsen-Anhalt), ab 2011 auf Basis des Zensus 2011, ab 2022 auf Basis des Zensus 2022
Der deutliche Anstieg der Bevölkerungszahl 2010 ist auf Eingemeindungen zurückzuführen.

## Politik

### Stadtrat
Der Stadtrat von Kemberg besteht entsprechend der Einwohnerzahl der Stadt aus 20 Stadtverordneten und dem Bürgermeister. Die Kommunalwahl vom 9. Juni 2024 führte bei einer Wahlbeteiligung von 69,8 % zu folgendem Ergebnis:
| Partei / Wählergruppe        | Stimmenanteil 2019 | Sitze 2019 |        | Stimmenanteil 2024 | Sitze 2024 |
| ---------------------------- | ------------------ | ---------- | ------ | ------------------ | ---------- |
| CDU                          | 46,5 %             | 9          | 36,7 % | 8                  |            |
| AfD                          | 14,0 %             | 2          | 24,6 % | 5                  |            |
| Freie Wähler                 | –                  | –          | 15,4 % | 3                  |            |
| SPD                          | 11,1 %             | 2          | 07,8 % | 2                  |            |
| Die Linke                    | 13,1 %             | 3          | 06,5 % | 1                  |            |
| Heimatverein Radis           | –                  | –          | 03,3 % | 1                  |            |
| IG Natur und Umwelt Bergwitz | .                  | 1          | 01,6 % | –                  |            |
| FDP                          | 04,3 %             | 1          | 01,3 % | –                  |            |
| Einzelbewerber Ronny Walter  | –                  | –          | 01,1 % | –                  |            |
| Bündnis 90/Die Grünen        | –                  | –          | 01,0 % | –                  |            |
| Einzelbewerber Tom Richter   | –                  | –          | 00,7 % | –                  |            |
| Allianz der Bürger           | .                  | 1          | –      | –                  |            |
| Insgesamt                    | 100 %              | 19         | 100 %  | 20                 |            |

Bei der Wahl 2019 entfielen auf die AfD drei Sitze, von denen einer unbesetzt blieb, weil die Partei nur zwei Kandidaten nominiert hatte.

### Bürgermeister
- seit 2009: Torsten Seelig (CDU)

Seelig wurde am 13. Dezember 2009 in einer Stichwahl zum Bürgermeister gewählt. Am 4. September 2016 wurde er ohne Gegenkandidat mit 100 Prozent der gültigen Stimmen wiedergewählt. Am 3. September 2023 wurde er mit 65,6 % der gültigen Stimmen in seinem Amt bestätigt. Seine Amtszeit beträgt sieben Jahre.

### Wappen
Blasonierung: „Gespalten, vorn in Silber ein rotes Seeblatt; hinten neunmal von Schwarz und Gold geteilt, schräg rechts belegt mit einem grünen Rautenkranz.“
Das abgebildete Wappen wurde lange Zeit verwendet, entspricht aber nicht dem vom Land genehmigten Wappen der Stadt. Dieses beruht auf einem schnörkellosen Schild.
Die Stadtfarben zeigen Rot und Silber (Weiß).

## Sehenswürdigkeiten und Kultur

### Bauwerke

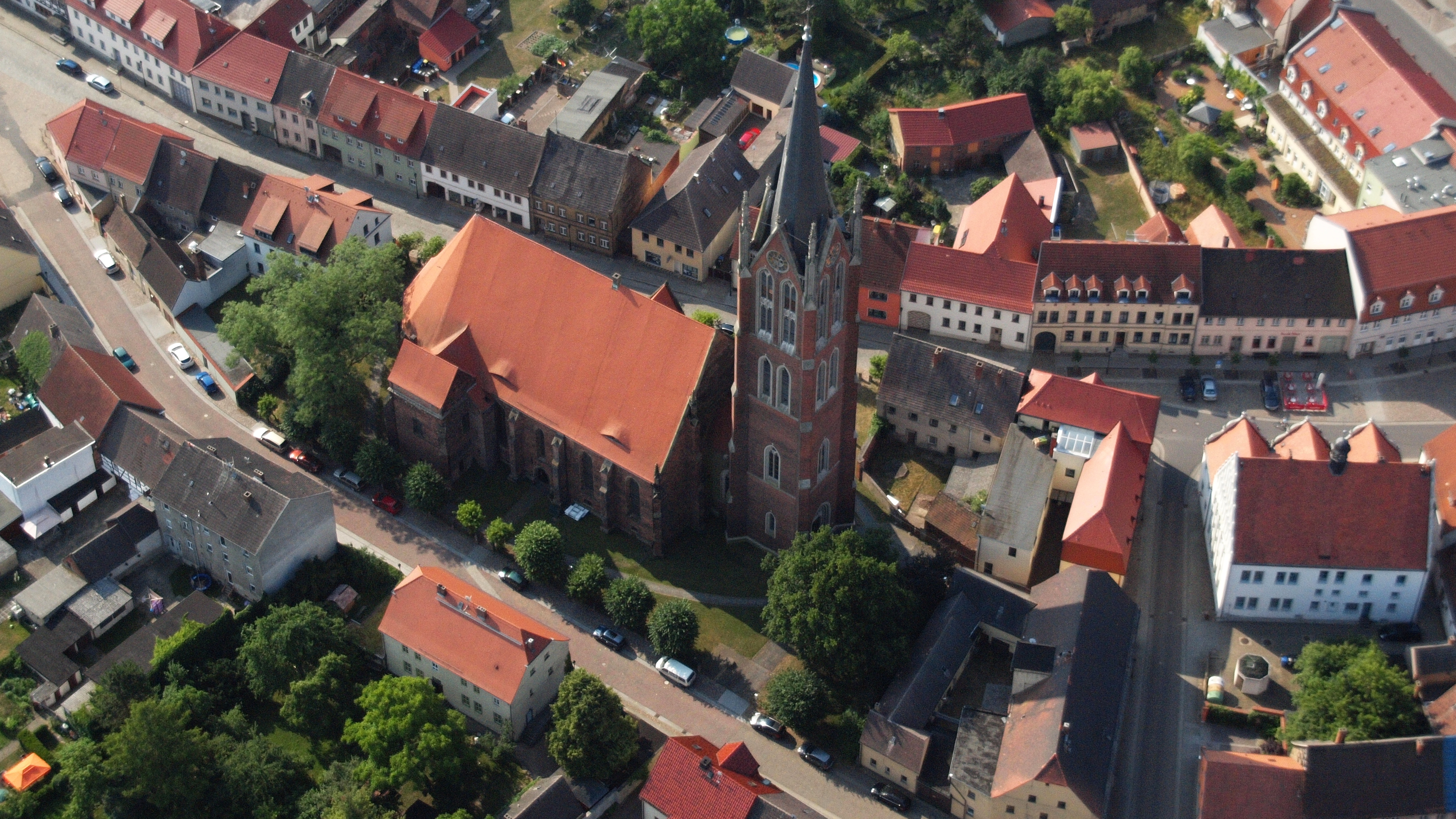
St. Marien, Luftaufnahme (2015)

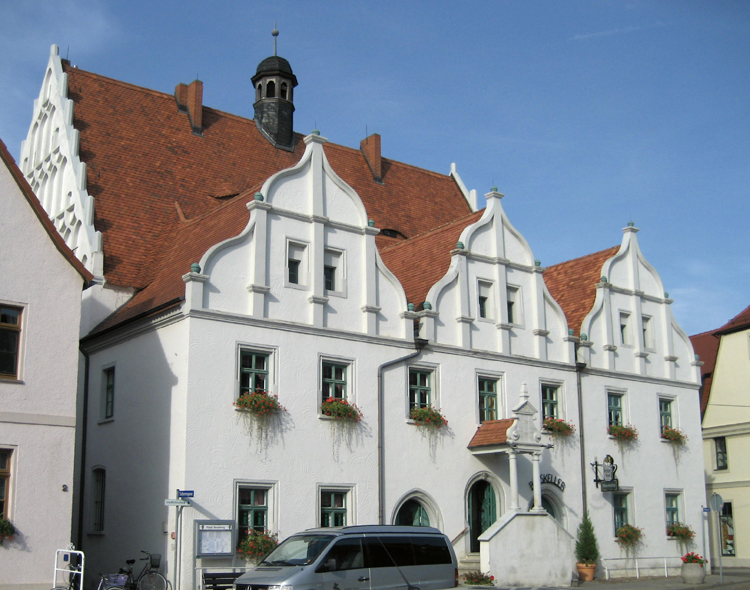
Rathaus

Kemberg ist eine ehemalige Ackerbürgerstadt. Sie ist auf Grund der Geschlossenheit des erhaltenen Stadtbildes von städtebaulicher Bedeutung. Der regionaltypische Grundriss eines Straßenangerdorfes, welches im Mittelalter erweitert und befestigt wurde, wird im Wesentlichen durch die monumental wirkende spätgotische Stadtkirche „St. Marien“ dominiert.
Die Kirche wurde von 1290 bis 1340 erbaut. Sie war der Nachfolgebau eines spätromanischen Vorgängers, der seit 1330/31 von den Kemberger Pröpsten verwaltet wurde. Die Sakristei und die Vorhalle (Südosten) wurden 75 Jahre nach der Fertigstellung von Matthias Löser angebaut. Nachdem um 1500 der Bau erweitert wurde, erbaute man nach Entwürfen von Friedrich August Ritter 1856–59 den monumentalen neugotischen Westturm.
Während der Reformationszeit kam Kemberg und der Kemberger Kirche eine wichtige Rolle zu. Es ist nachgewiesen, dass Luther 14 Mal in Kemberg war und mehrere Male in der Kirche predigte. Nach dem Tod Luthers wurde sein Sarg in der Nacht vom 21. zum 22. Februar 1546 in der Kirche aufgebahrt. In der Kirche befand sich ein 1565 von Lucas Cranach d. J. geschaffener Altar, der 1994 Opfer eines Brandes wurde und dessen Reste in der Sakristei besichtigt werden können. Noch heute besitzt die Kirche interessante Präsentationsstücke wie Reste spätmittelalterlicher Wandmalereien, ein Sakramentshaus aus Sandstein und einen Schnitzaltar (beide aus dem 15. Jahrhundert), einen sehr schönen Taufstein und eine Innenausmalung von Michael Adolf Siebenhaar. Ebenfalls bemerkenswert ist die Empore (Südseite) mit 35 Bildern, die Szenen aus dem 1. Buch Mose zeigen und die zugehörigen Stifternamen. Der Emporenzyklus stammt aus dem letzten Drittel des 16. Jahrhunderts.
Sehenswert ist auch das spätgotische Rathaus mit seinen Anbauten im Stil der Renaissance, die rekonstruierte Kursächsische Postmeilensäule von 1725 und die zum Teil noch gut erhaltene Stadtmauer aus dem 14. Jahrhundert. Neben dem historischen Natursteinpflaster von 1882 sind auch einzelne Bauten der Renaissance (z. B. Bürgerhaus, Schulstraße 2), des Barocks (z. B. Altes Brauhaus, Wittenberger Straße 24) und des Klassizismus erwähnenswert.
Die katholische Kirche St. Petrus wurde 1992 erbaut.

### Gedenkstätten

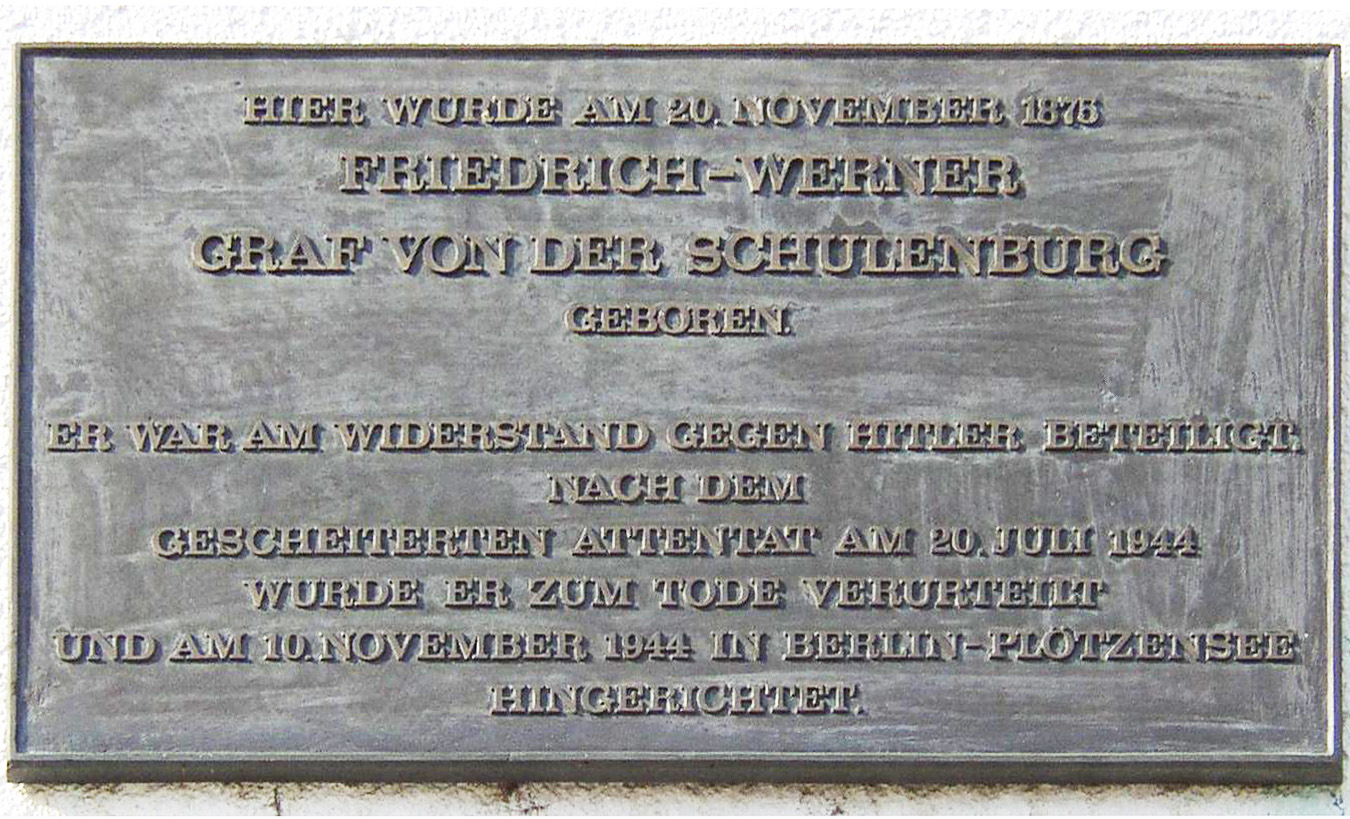
Schulenburg-Gedenktafel

- Gedenkstein für die Widerstandskämpfer gegen den Nationalsozialismus (seit 1994 auf dem Friedhof, zuvor am ehemaligen Bahnhof)
- Grabstätte auf dem Friedhof für einen namentlich bekannten italienischen Militärinternierten, der im April 1945 Opfer von Zwangsarbeit wurde
- Gedenktafel von 1994 am Geburtshaus von Friedrich-Werner Graf von der Schulenburg in der Kreuzstraße 12, einem Widerstandskämpfer des 20. Juli, der 1944 in Berlin-Plötzensee ermordet wurde
- Gedenkstein im Ortsteil Gaditz, wo 1944 auf dem Gutshof ein polnischer Zwangsarbeiter, der während des Zweiten Weltkrieges nach Deutschland verschleppt wurde, vor seinen Mitgefangenen öffentlich erhängt wurde

### Museen

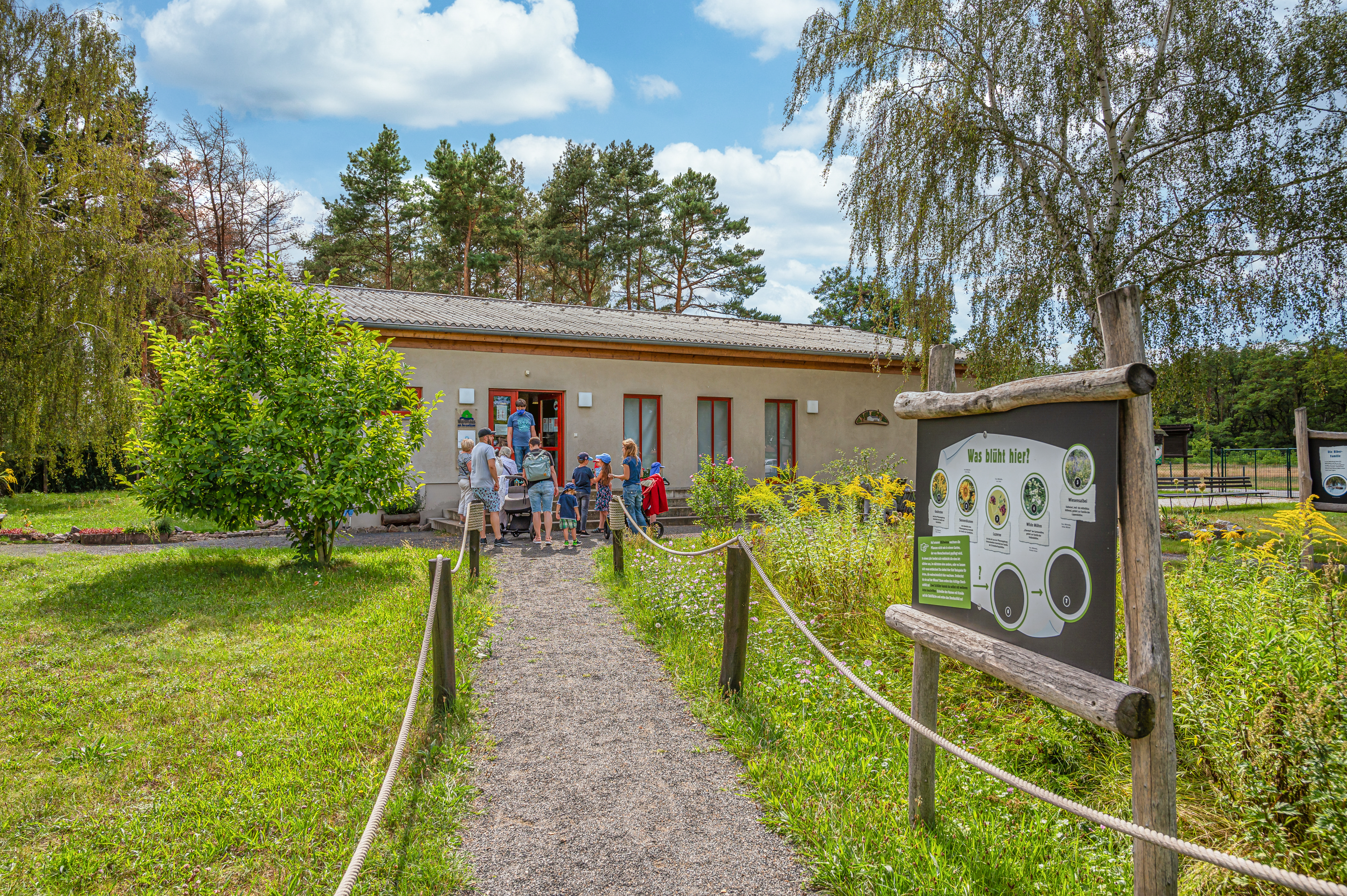
Waldhaus am Bergwitzsee

- Waldhaus am Bergwitzsee: Das Waldhaus am Bergwitzsee zeigt interaktive Ausstellungen zu den Themen Wald, Wasser und Mensch. Erklärt wird unter anderem, wie der Bergwitzsee entstanden ist, welche Tiere im heimischen Wald leben und welche historischen Berufe es in der Region gab. Das Waldhaus liegt an der Kohle-Dampf-Licht-Seen-Radroute.[22]
- Töpferei Lubast: Die Töpferei wurde 1874 gegründet und gilt als älteste Töpferei in Sachsen-Anhalt. Es gibt nicht nur Töpferwaren zu erwerben, sondern auch eine Schautöpferei, in der Besucher das Handwerk erleben können.[23]

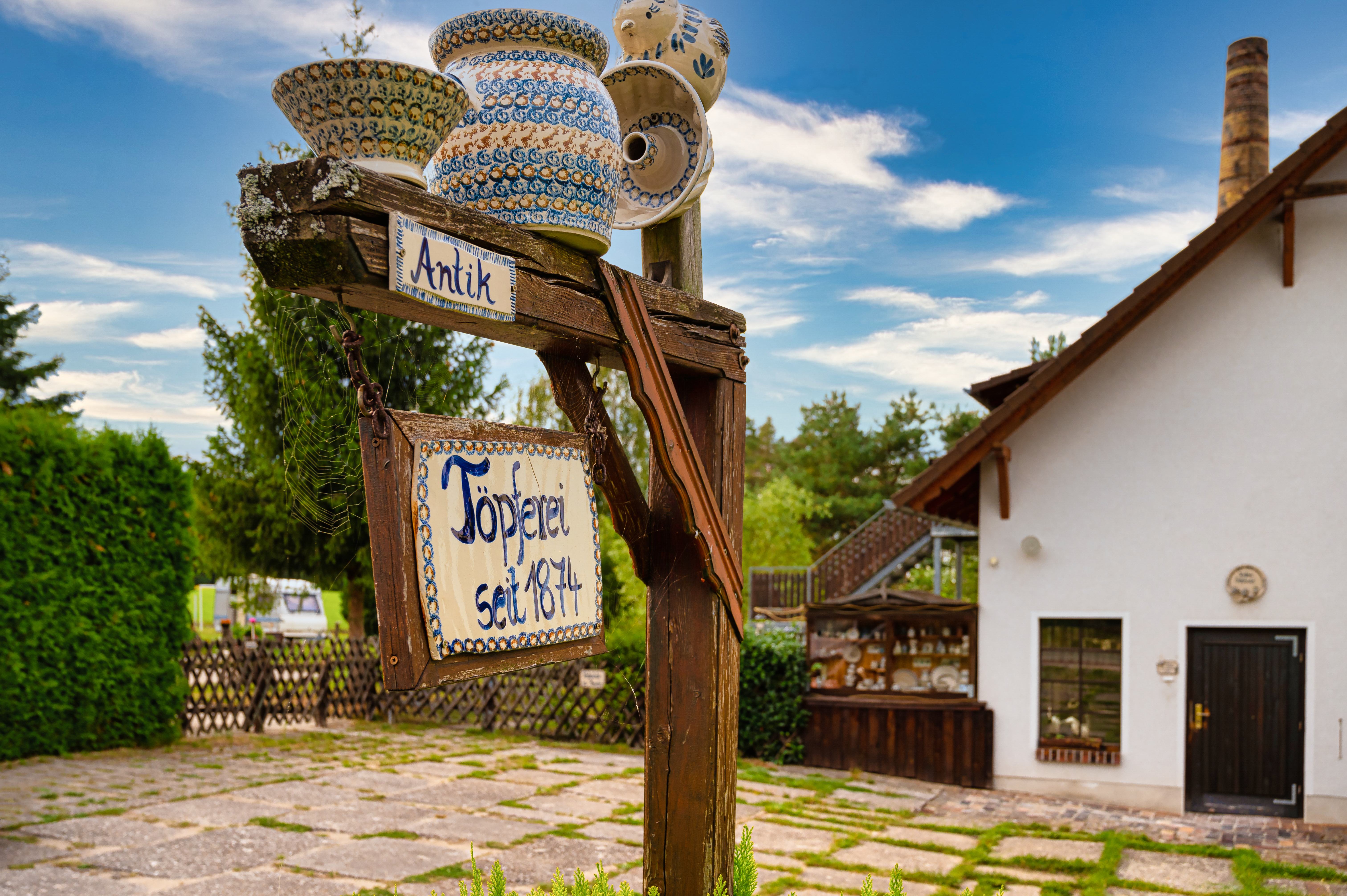
Töpferei Lubast

## Verkehr

### Straße
Durch das Gebiet der Stadt verlaufen die Bundesstraße 2 von Wittenberg nach Bad Düben, die Bundesstraße 100 von Eutzsch nach Halle (Saale) und die Bundesstraße 182, die im Stadtgebiet von der Bundesstraße 2 abzweigt und nach Torgau führt.
Die Anschlussstelle Vockerode der Bundesautobahn 9 (München–Berlin) ist ca. 22 km vom Ortsteil Kemberg entfernt.

### Schiene

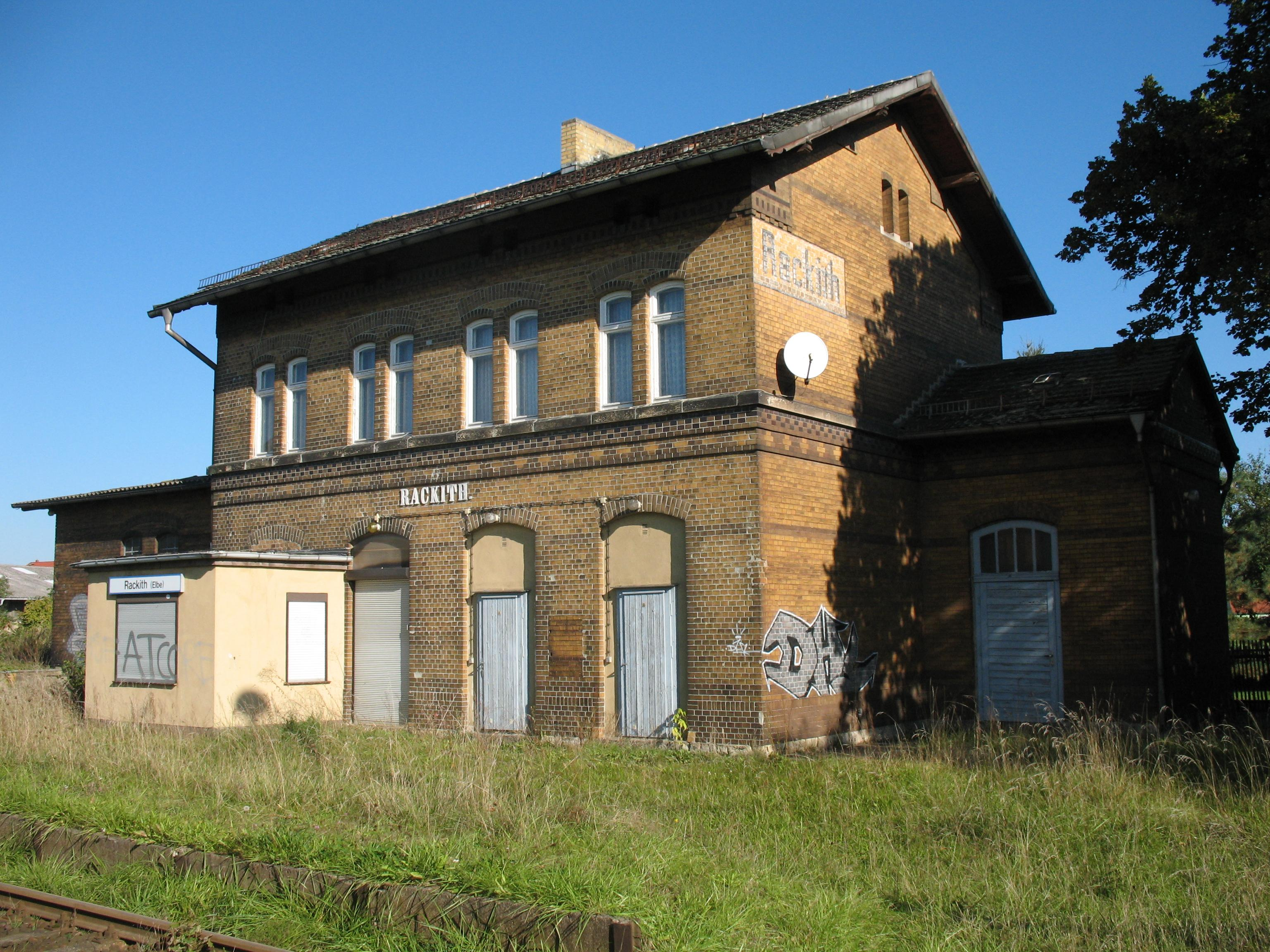
Haltepunkt Rackith (Elbe)

Die Haltepunkte Bergwitz und Radis liegen an der Bahnstrecke Berlin–Halle und werden stündlich von Zügen der S-Bahn Mitteldeutschland bedient.
An der Bahnstrecke Pratau–Torgau befinden sich die Haltepunkte Eutzsch und Rackith. 2014 wurde der reguläre Personenverkehr eingestellt. An Feiertagen und Wochenenden verkehren auf der Strecke Sonderzüge bis zum Bahnhof Eilenburg.
Von 1903 bis 1951 verband eine Eisenbahnlinie Bergwitz und Kemberg. Der ehemalige Bahnhof Kemberg ist abgerissen. Dort steht jetzt ein Edeka-Einkaufsmarkt.

## Sport
Der SV Rot-Weiß Kemberg spielt in der Saison 2023/24 in der Fußball-Landesliga Mitte Sachsen-Anhalt. Er trägt seine Heimspiele auf dem Sportplatz an der Bergwitzer Straße aus.

## Persönlichkeiten

### Söhne und Töchter der Stadt
- Adam von Bodenstein (1528–1577), Arzt und Alchemist
- Johannes Wanckel (1553–1616), Geschichtswissenschaftler
- Ambrosius Rhode (1577–1633), Mathematiker, Astronom und Mediziner
- Ambrosius Rhodius (1605–1696), Mediziner und Astrologe
- Gottlieb Müller (1721–1793), Theologe
- Ernestine Christine Reiske (1735–1798), Autorin und Privatgelehrte
- Friedrich Marschall von Bieberstein (1763–1842), preußischer Generalmajor
- Gottfried Fähse (1764–1831), Pädagoge, in Schleesen geboren
- Wilhelm Traugott Krug (1770–1842), Philosoph, in Radis geboren
- Johann Gottfried Galle (1812–1910), Astronom, in Radis geboren
- Georg Schleusner (1841–1911), Gründer einer Siechenhausstiftung in Wittenberg
- Oskar Scheibe (1848–1924), Obergeneralarzt, Ärztlicher Direktor der Charité
- Richard Bartmuß (1859–1910), Komponist und Organist, in Schleesen geboren
- Friedrich-Werner Graf von der Schulenburg (1875–1944), Diplomat und Widerstandskämpfer des 20. Juli 1944
- August Blume (1893–1970), Gewerkschafter
- Gottfried Dietze (1922–2006), Politikwissenschaftler
- Helmut Köhler (1928–2009), Politiker (SPD)
- Wolfgang Grabo (* 1935), Radrennfahrer
- Gerd Mielke (* 1945), Pädagoge
- Ernst Paul Dörfler (* 1950), Autor und Umweltschützer

### Weitere mit der Stadt verbundene Persönlichkeiten
- Bartholomäus Bernhardi (1487–1551), Theologe
- Matthias Wanckel (1511–1571), Theologe
- Matthäus Blöchinger (1520–1584), Mathematiker, Philologe und Theologe
- Johannes Bugenhagen der Jüngere (1527–1594), Theologe
- Wolfgang Franz (1564–1628), Theologe
- Jeremias Spiegel (1589–1637), Theologe und Rhetoriker
- Martin Caselius (1608–1656), Theologe
- Hieronymus Dathe (1667–1707), Theologe
- August Müller senior (1679–1749), Theologe
- Balthasar Geyder (1681–1767), Pfarrer in Radis
- August Müller junior (1711–1789), Theologe
- Hans Heinrich von Witzleben (1713–1771), Kreishauptmann des Leipziger Kreises
- Johann Gottlieb Drasdo (1753–1819), Theologe
- Ernst Florens Friedrich Chladni (1756–1827), Physiker
- Burkhard Wilhelm Seiler (1779–1843), Mediziner
- Karl Immanuel Nitzsch (1787–1868), Theologe
- Helmuth Miethke (1897–nach 1973), Schriftsteller, lebte in Kemberg
- Corinna Reinecke (* 1965), Politikerin (SPD), lebt in Kemberg
- Matthias Lieschke (* 1970), Politiker (AfD), lebt in Kemberg